# Argentinska košarkaška reprezentacija
Argentinska košarkaška reprezentacija predstavlja državu Argentinu u međunarodnoj košarci. 1. je na svijetu po plasmanu FIBA-e.

## Nastupi na velikim natjecanjima

### Olimpijske igre
- 1948.: 15. mjesto
- 1952.: 4. mjesto
- 1996.: 9. mjesto
- 2004.:  zlato
- 2008.:  bronca
- 2012.: 4. mjesto

### Svjetska prvenstva
- 1950.:  zlato
- 1959.: 10. mjesto
- 1963.: 8. mjesto
- 1967.: 6. mjesto
- 1974.: 11. mjesto
- 1986.: 12. mjesto
- 1990.: 8. mjesto
- 1994.: 9. mjesto
- 1998.: 9. mjesto
- 2002.:  srebro
- 2006.: 4. mjesto
- 2010.: 5. mjesto
- 2014.: 11. mjesto
- 2019.:  srebro

### Panameričke igre
- 1951.:  srebro
- 1955.:  srebro
- 1967.: 6. mjesto
- 1971.: 5. mjesto
- 1975.: 7. mjesto
- 1979.: 6. mjesto
- 1983.: 5. mjesto
- 1987.: 9. mjesto
- 1991.: 6. mjesto
- 1995.:  zlato
- 1999.: 4. mjesto
- 2003.: 6. mjesto
- 2007.: 4. mjesto
- 2011.: 7. mjesto

### Američka prvenstva
- 1980.:  bronca
- 1984.: 7. mjesto
- 1988.: 5. mjesto
- 1989.: 8. mjesto
- 1992.: 6. mjesto
- 1993.:  bronca
- 1995.:  srebro
- 1997.: 4. mjesto
- 1999.:  bronca
- 2001.:  zlato
- 2003.:  srebro
- 2005.:  srebro
- 2007.:  srebro
- 2009.:  bronca
- 2011.:  zlato
- 2013.:  bronca

### Južnoamerička prvenstva
- 1930.:  srebro
- 1932.:  bronca
- 1934.:  zlato
- 1935.:  zlato
- 1937.: 5. mjesto
- 1938.:  srebro
- 1939.:  bronca
- 1940.:  srebro
- 1941.:  zlato
- 1942.:  zlato
- 1943.:  zlato
- 1945.:  bronca
- 1947.: 5. mjesto
- 1949.: 5. mjesto
- 1955.: 4. mjesto
- 1958.: 4. mjesto
- 1960.:  bronca
- 1961.:  bronca
- 1963.: 4. mjesto
- 1966.:  zlato
- 1968.: 5. mjesto
- 1969.:  bronca
- 1971.:  bronca
- 1973.:  srebro
- 1976.:  zlato
- 1977.:  bronca
- 1979.:  zlato
- 1981.:  bronca
- 1983.:  srebro
- 1985.:  bronca
- 1987.:  zlato
- 1989.:  srebro
- 1991.:  bronca
- 1993.:  srebro
- 1995.:  srebro
- 1997.:  bronca
- 1999.:  srebro
- 2001.:  zlato
- 2003.:  srebro
- 2004.:  zlato
- 2006.:  bronca
- 2008.:  zlato
- 2010.:  srebro
- 2012.:  zlato
- 2014.:  srebro

## Trenutačna momčad
(sastav na SP 2010.)
| Ime i prezime        | Klub                       |
| -------------------- | -------------------------- |
| Luis Scola           | Houston Rockets            |
| Pablo Prigioni       | Real (Madrid)              |
| Román González       | Asociación Atlética Quimsa |
| Fabricio Oberto      | Washington Wizards         |
| Juan Pedro Gutiérrez | Obras Sanitarias           |
| Luis Cequeira        | Obras Sanitarias           |
| Carlos Delfino       | Milwaukee Bucks            |
| Paolo Quinteros      | CAI Zaragoza               |
| Leonardo Gutiérrez   | Peñarol Mar del Plata      |
| Marcos Mata          | Peñarol Mar del Plata      |
| Hernán Jasen         | Asefa Estudiantes          |
| Federico Kammerichs  | Regatas                    |